# Гусёлка 2-я (река)
Гусёлка 2-я — река в России, протекает в Саратовской области. Устье реки находится в 1,3 км по левому берегу реки 1-я Гусёлка. Длина реки составляет 12 км.

## Данные водного реестра
По данным государственного водного реестра России относится к Нижневолжскому бассейновому округу, водохозяйственный участок реки — Волга от Саратовского гидроузла до Волгоградского гидроузла, без рек Большой Иргиз, Большой Караман, Терешка, Еруслан, Торгун. Речной бассейн реки — Волга от верхнего Куйбышевского водохранилища до впадения в Каспий.
Код объекта в государственном водном реестре — 11010002212112100010978.